# 蒙得维的亚竞赛俱乐部
蒙得维的亚竞赛俱乐部（Racing Club de Montevideo），乌拉圭首都蒙得维的亚的一个足球俱乐部。该队成立于1919年，现参加乌拉圭足球甲级联赛。